# 3735 Třeboň
3735 Třeboň eller 1983 XS är en asteroid i huvudbältet som upptäcktes den 4 december 1983 av den tjeckiske astronomen Zdeňka Vávrová vid Kleť-observatoriet. Den är uppkallad efter den då tjeckoslovakiska staden Třeboň.
Asteroiden har en diameter på ungefär 20 kilometer.